# Alvorada do Gurguéia
Alvorada do Gurguéia este un oraș în Piauí (PI), Brazilia.